# Hecken-Blütenspanner

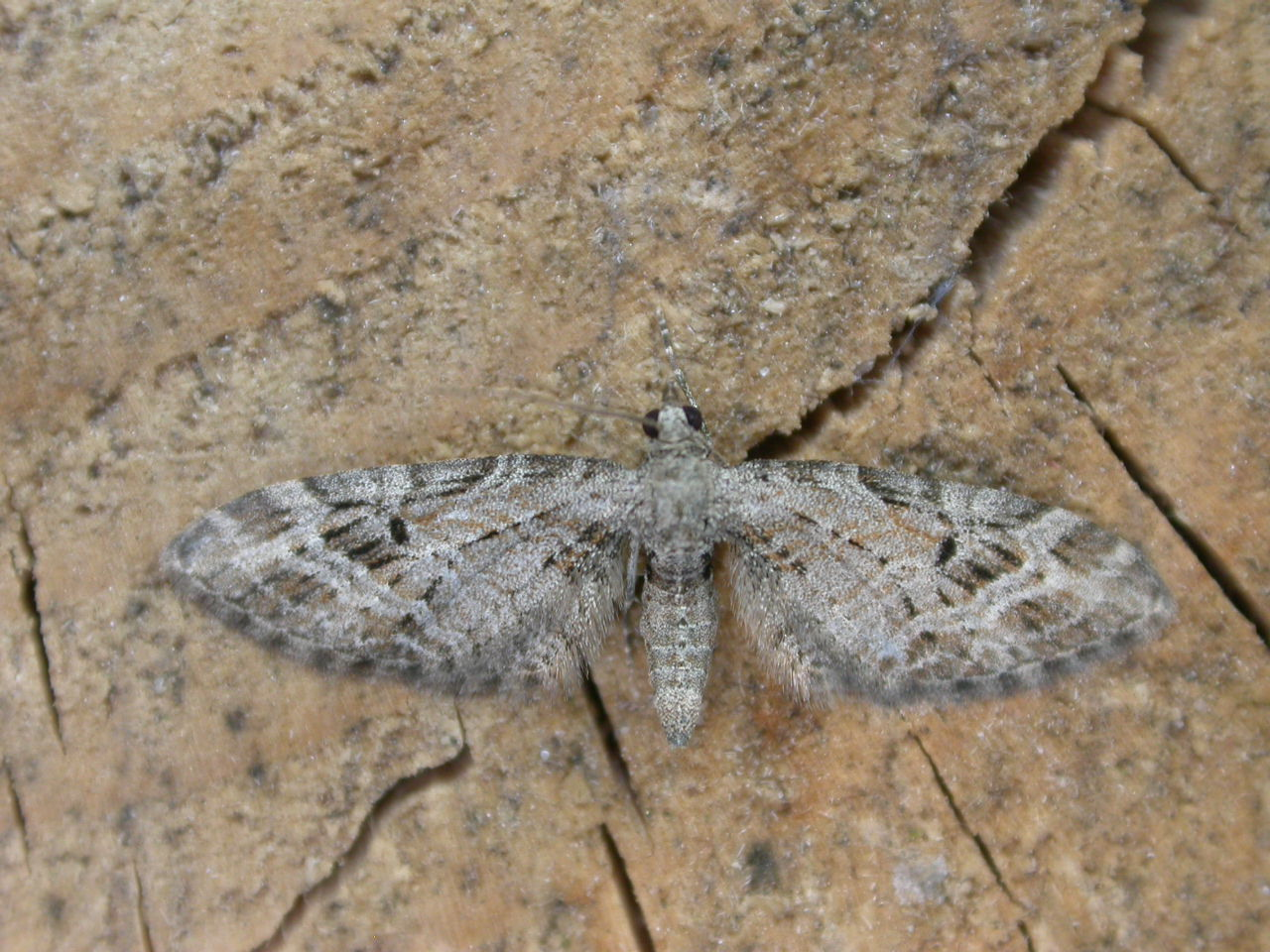
Graue Farbvariante

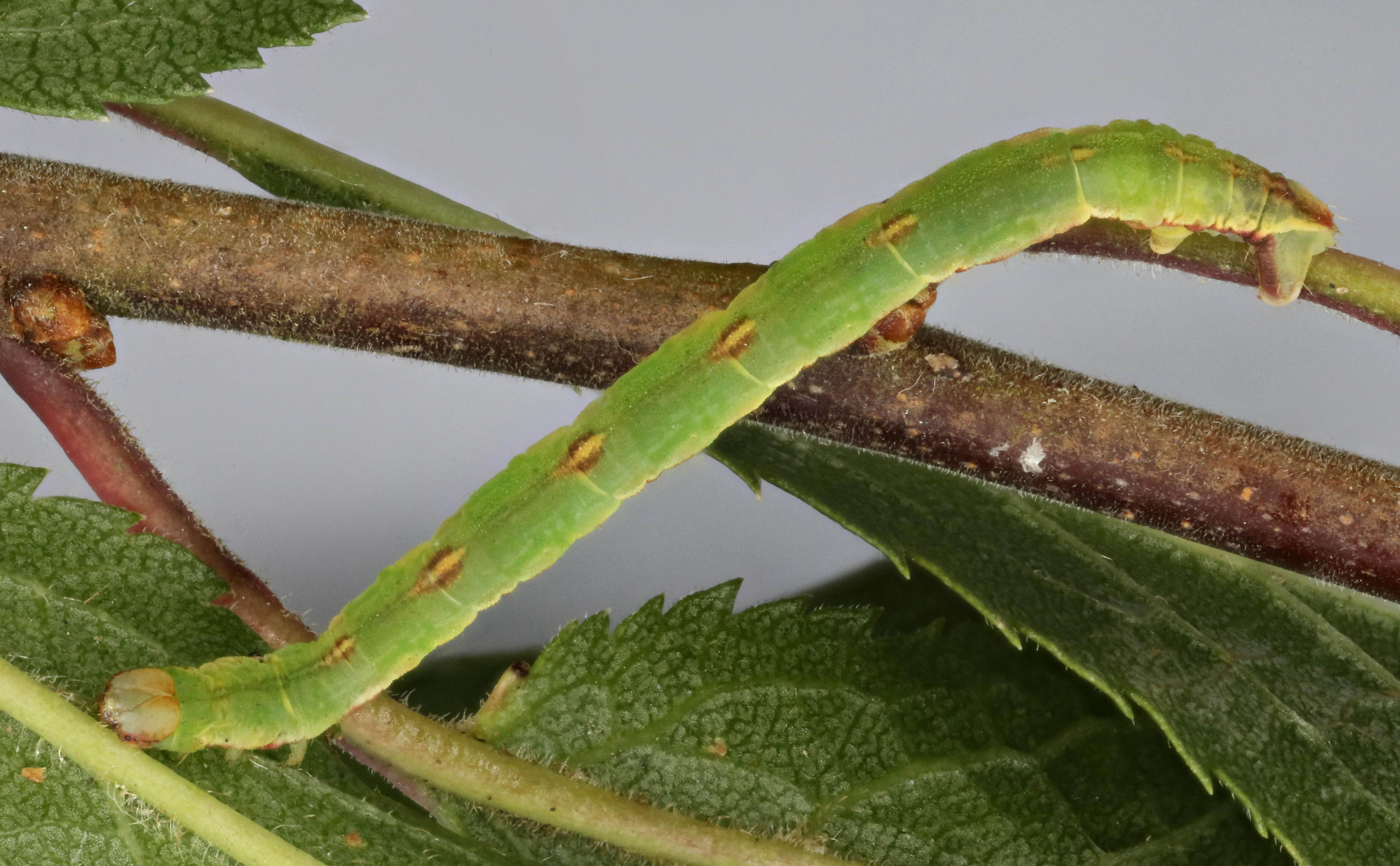
Raupe

Der Hecken-Blütenspanner (Eupithecia exiguata), zuweilen auch Berberitzen-Blütenspanner oder Laubgehölz-Bergwald-Blütenspanner genannt, ist ein Schmetterling (Nachtfalter) aus der Familie der Spanner (Geometridae). Das Artepitheton basiert auf dem lateinischen Wort exiguus mit der Bedeutung „winzig“. Im Vergleich zu einem durchschnittlichen Nachtfalter sind die Falter zwar klein, innerhalb der Gattung der Blütenspanner (Eupithecia) ist ihre Größe jedoch durchaus üblich und angemessen.

## Merkmale

### Falter
Die Flügelspannweite der Falter beträgt 18 bis 24 Millimeter. Die Grundfarbe sämtlicher Flügel variiert von hellgrau über gelbgrau bis zu braungrau. Die Vorderflügel sind gestreckt und haben einen sehr spitzen Apex. Arttypisch sind vier bis sechs schwarze Keilflecke in der Diskalregion die außerdem von einer doppelten äußeren Querlinie begrenzt wird und einen länglichen schwarzen Diskoidalfleck enthält. In der Submarginalregion befindet sich in der Mitte sowie am Innenwinkel je ein dunkler Fleck. Die Wellenlinie ist weißlich, die Fransen sind leicht hell-dunkelgrau gescheckt. Die ersten beiden Segmente des Hinterleibs sind verdunkelt.

### Raupe
Ausgewachsene Raupen sind glatt und sehr schlank. Sie sind grün gefärbt und zeigen gelbliche Segmenteinschnitte sowie auf dem Rücken rotbraune, gelb gekernte rhombische Flecke. Die Seitenstreifen sind karminrot.

### Puppe
Die bräunliche Puppe ist mit grünlichen Flügelscheiden versehen. Am schwarzbraunen Kremaster befinden sich zwei kräftige und sechs schwächer ausgebildete Hakenborsten.

## Verbreitung und Vorkommen
Die Verbreitung der Art erstreckt sich durch Mitteleuropa einschließlich der Britischen Inseln sowie weiter östlich bis zum Amurgebiet. Im Norden reicht die Verbreitung bis ins nördliche Fennoskandinavien, im Süden bis an den Südrand der Alpen. Als Lebensraum bevorzugt der Hecken-Blütenspanner feuchte und waldige Gebiete. Er kommt vielfach in Bruch- und Bergwäldern, Hecken- und Gebüschstrukturen sowie an Bachläufen und Waldrändern vor.

## Lebensweise
Die Hauptflugzeit der dämmerungs- und nachtaktiven Falter fällt in die Monate Mai und Juni. Künstliche Lichtquellen werden von ihnen zuweilen in großer Anzahl angeflogen. Die im Juni und Juli lebenden Raupen ernähren sich polyphag von den Blättern verschiedener Pflanzen, dazu zählen Berberitzen (Berberis), Heckenkirschen (Lonicera), Weißdorne (Crataegus), Schlehdorn (Prunus spinosa), Himbeeren (Rubus idaeus), Faulbaum (Rhamnus frangula), Eberesche (Sorbus aucuparia) und Sal-Weide (Salix caprea). Die Art überwintert im Puppenstadium.

## Gefährdung
Der Hecken-Blütenspanner kommt in Deutschland in den einzelnen Bundesländern in unterschiedlicher Anzahl vor und wird auf der Roten Liste gefährdeter Arten in den meisten Regionen als „nicht gefährdet“ eingestuft.